# San Carlos Water
San Carlos Water ist eine Bucht auf Ostfalkland, am Falklandsund. Die Bucht ist bis zu 15 km lang  und 2,5 km breit. Das Ufer der Bucht liegt im Durchschnitt 20 m über dem Meeresspiegel und  erreicht eine maximale Höhe von 220 m. Der Tidenhub erreicht hier einen Spitzenwert von höchstens 1,6 m.
Die Bucht erhielt ihren Namen von dem spanischen Schiff San Carlos, das 1768 hier Station machte. Während des Falklandkrieges befanden sich hier die ersten Landungsorte britischer Einheiten. So wurden im Rahmen der Operation Sutton die Siedlungen Ajax Bay, San Carlos, Port San Carlos und Camp Verde als Landungstellen ausgewählt. Nach der erfolgreichen Operation und der Besetzung der Landungspunkte, musste die Royal Navy jedoch empfindliche Verluste in der Bucht während der Schlacht von San Carlos hinnehmen.

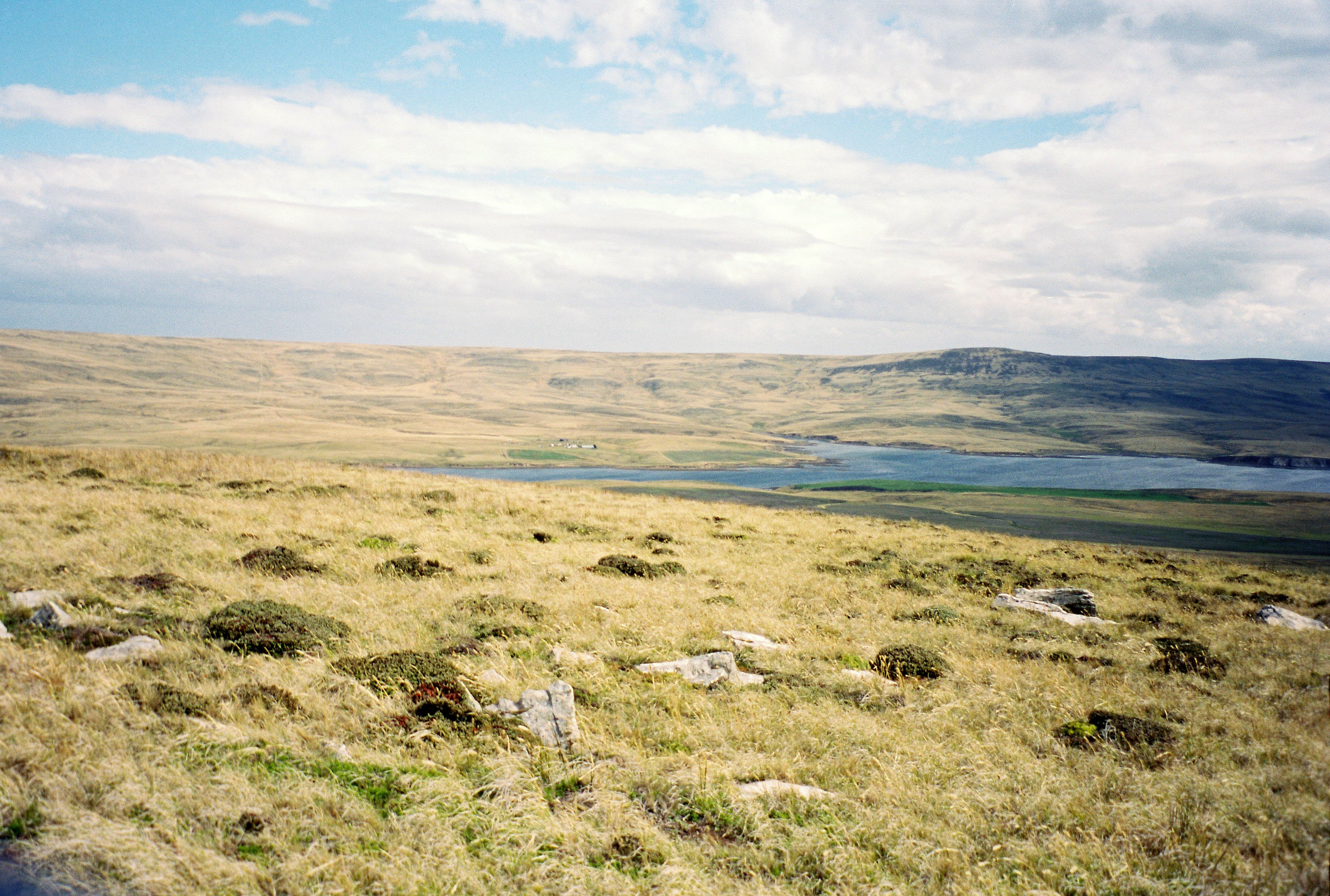
Landungsort in der San-Carlos-Bucht.
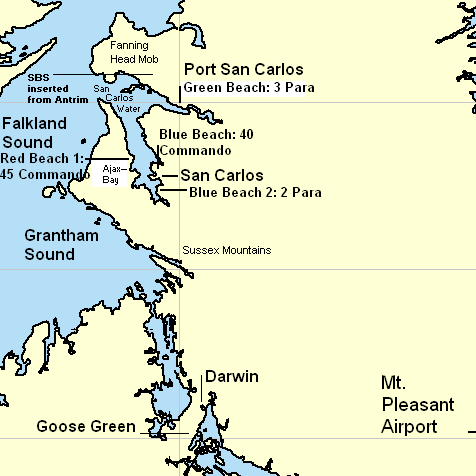
Bucht von San Carlos
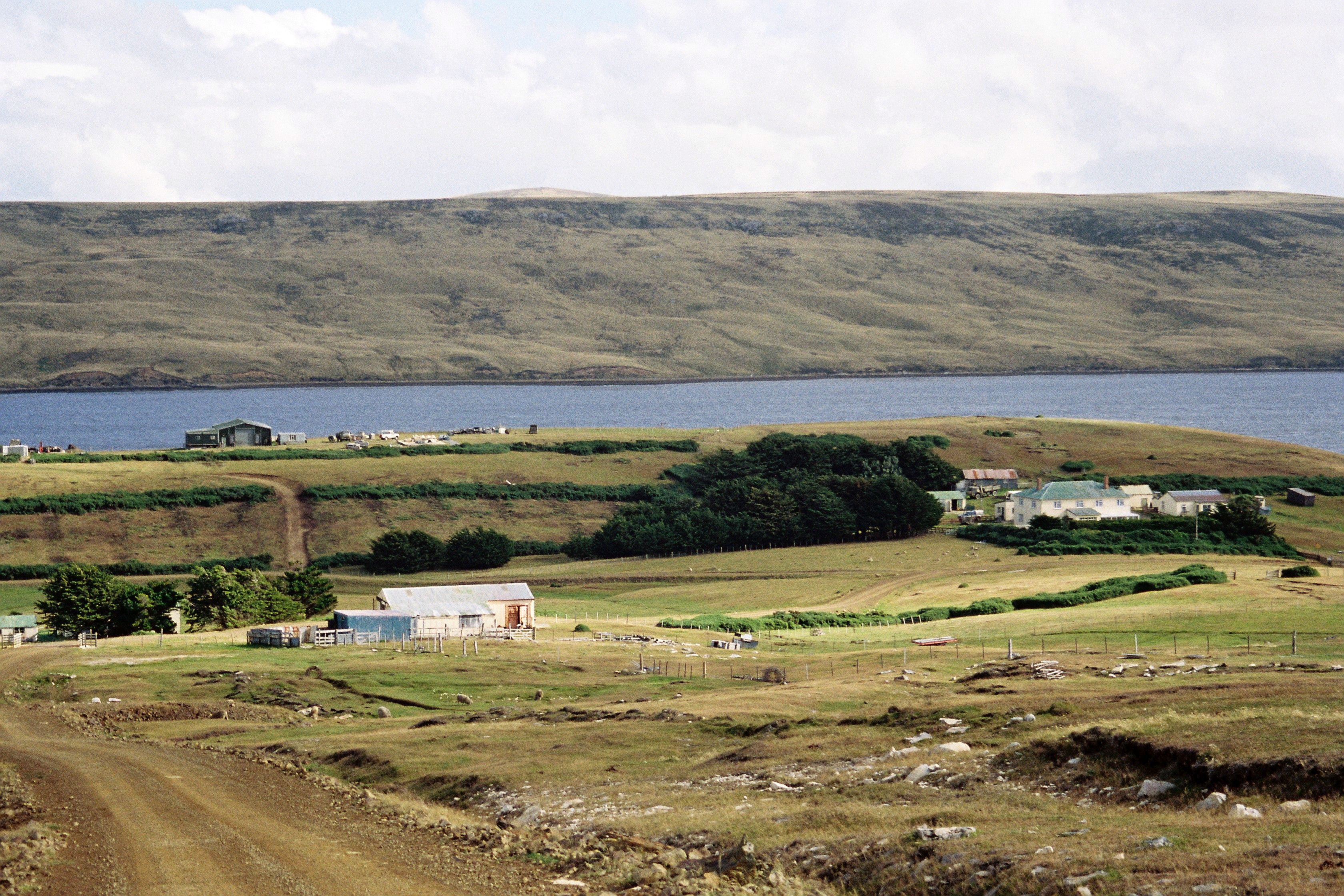
Port San Carlos
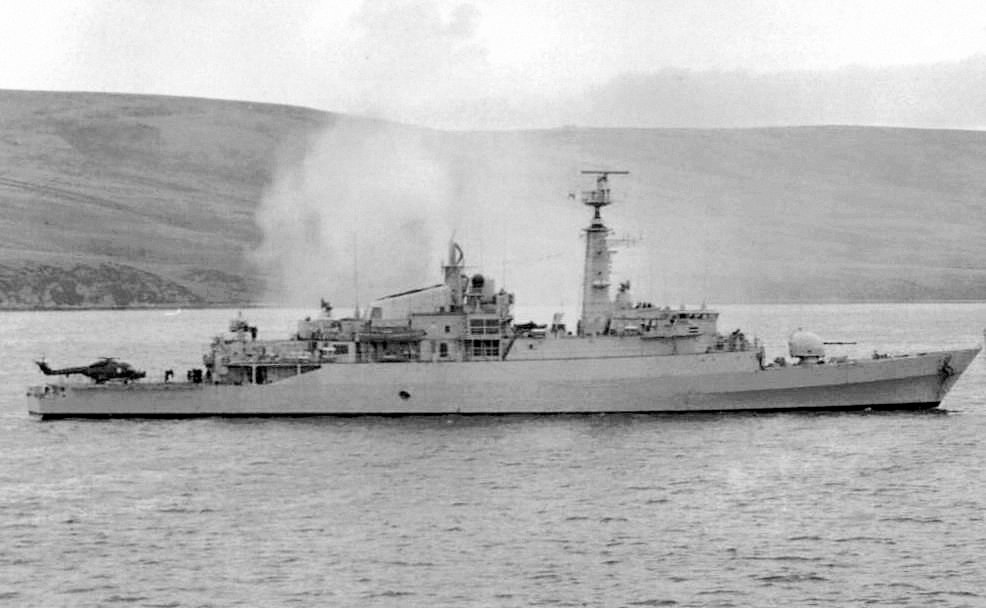
Die Antelope in der Bucht am 23. Mai 1982